# Ischnojoppa diversapex
Ischnojoppa diversapex là một loài tò vò trong họ Ichneumonidae.